# 普卢甘
普卢甘（法語：Plouguin，法語發音：[pluɡɛ̃]）是法国菲尼斯泰尔省的一个市镇，属于布雷斯特区。

## 地理
普卢甘（48°31'28"N, 4°36'4"W）面积31.02 平方千米，位于法国布列塔尼大區菲尼斯泰尔省，该省份为法国最西部的省份，位于布列塔尼半岛西部，北西南三面环大西洋，东临阿摩尔滨海省和莫尔比昂省。
与普卢甘接壤的市镇（或旧市镇、城区）包括：普卢兰、科阿特梅阿勒、朗波勒-普卢达尔梅佐、普卢达尔梅佐、圣帕比、特雷格洛努、特雷韦尔加特、米利扎克-吉普龙韦勒。

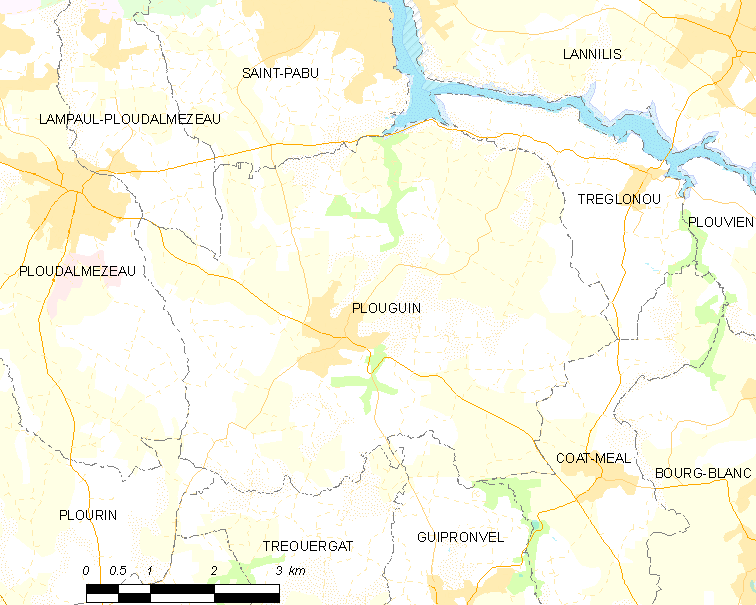
普卢甘的OSM定位图

普卢甘的时区为UTC+01:00、UTC+02:00（夏令时）。

## 行政
普卢甘的邮政编码为29830，INSEE市镇编码为29196。

## 政治
普卢甘所属的省级选区为普拉贝内克县。

## 人口

1962-2008年间普卢甘人口变化图示

普卢甘于2022年1月1日时的人口数量为2236人。